# Museo Interactivo de Economía
El Museo Interactivo de Economía (MIDE), situado en el Antiguo Convento y hospital de  los Betlemitas, en la calle de Tacuba, en el Centro Histórico de la Ciudad de México, está dedicado a la economía, las finanzas y el desarrollo sustentable de México. Abrió sus puertas en julio del 2006 y fue creado por el Banco de México y por diversas instituciones financieras privadas. Depende del Fideicomiso del Espacio Cultural y Educativo Betlemitas y está regido por un Comité Técnico que se reúne anualmente. 
El MIDE es una organización que opera sin fines de lucro, integrada por un museo, un centro de información, un programa de talleres y cursos llamado Foro Educativo y un programa cultural.

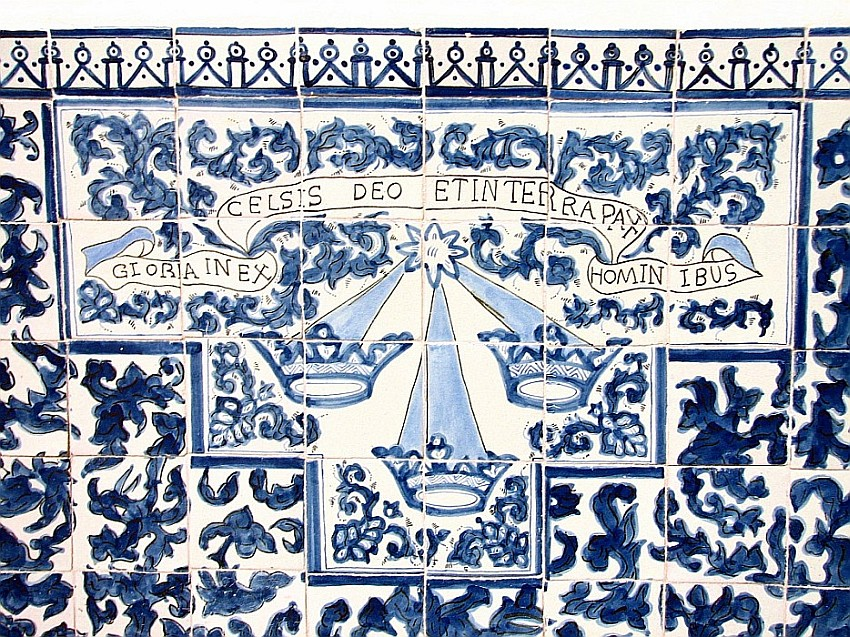
Símbolo de los Betlemitas (3 coronas que representan a los 3 reyes magos).

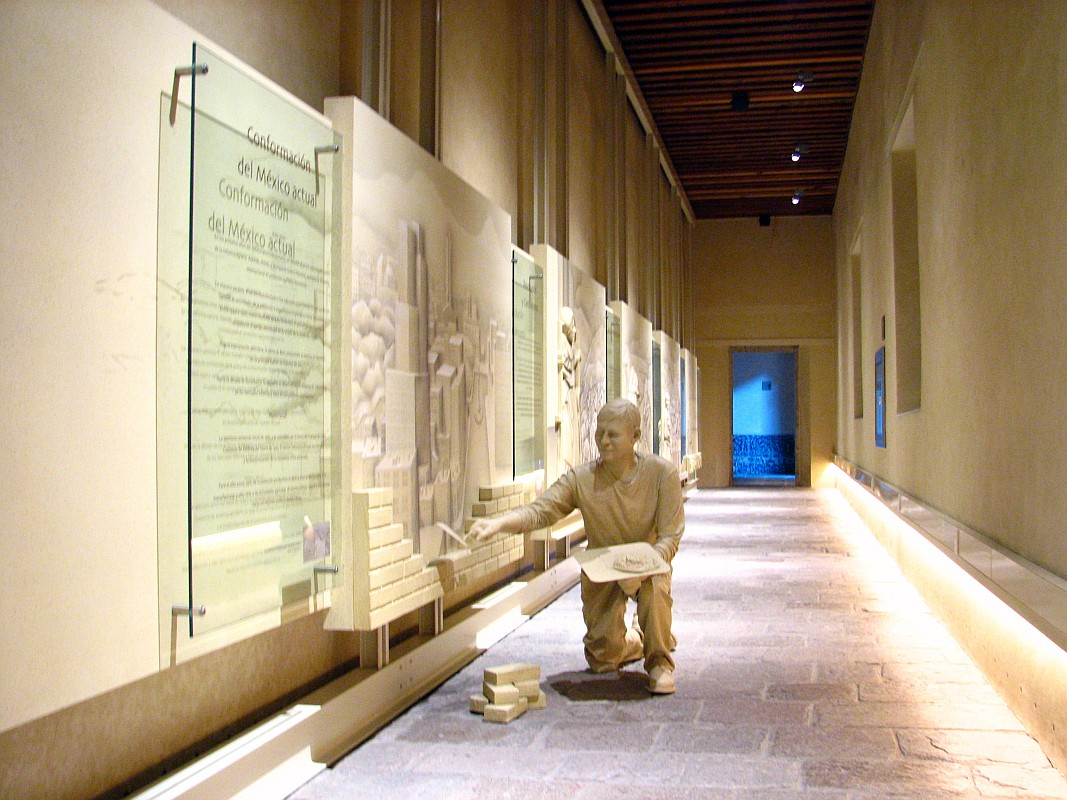
Pasillo de entrada al Museo Interactivo de Economía

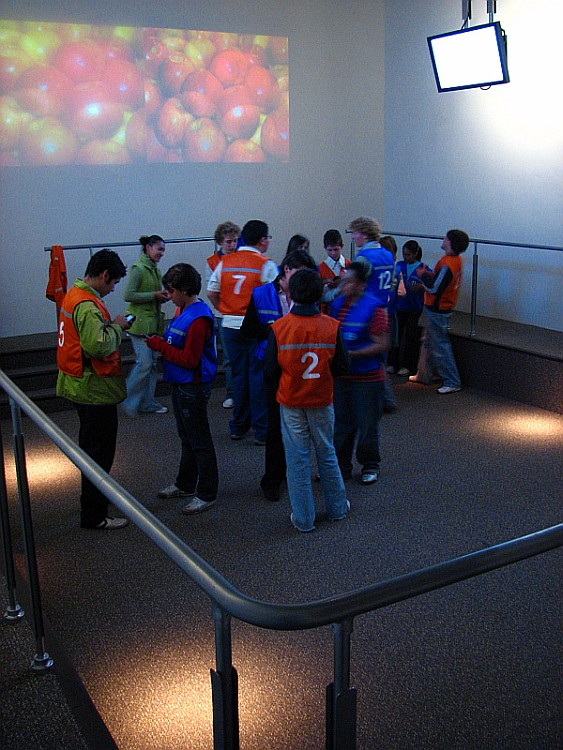
Simulador de mercado en el Museo Interactivo de Economía

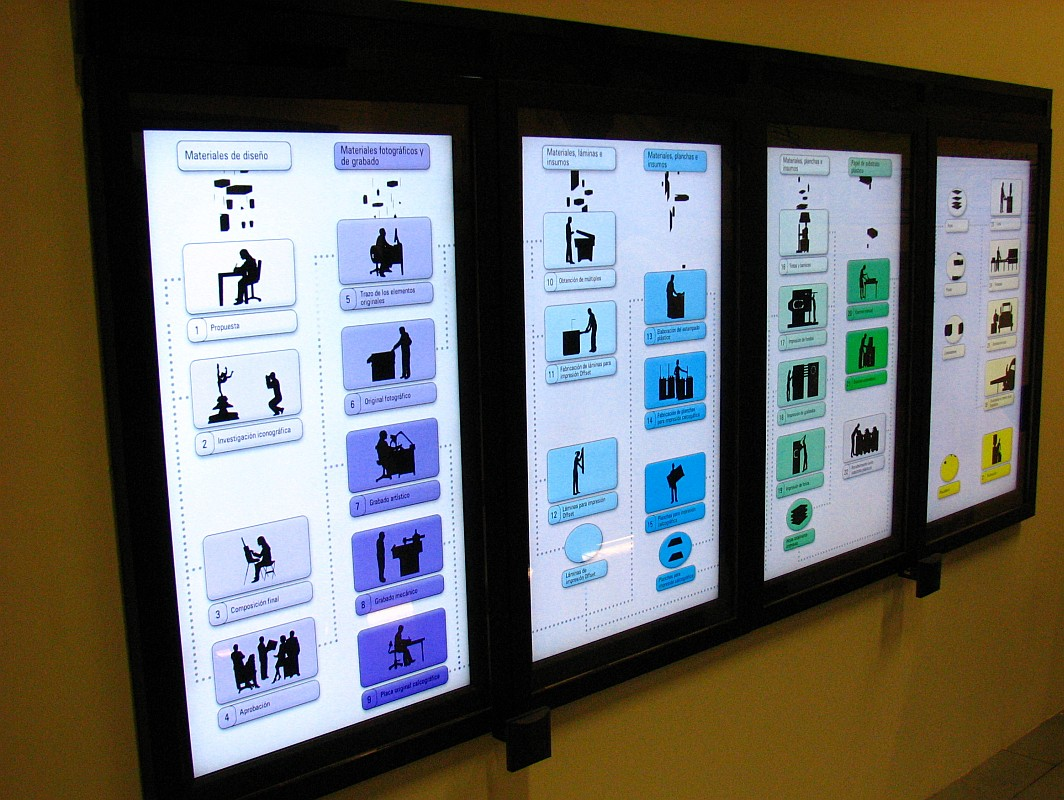
Pantallas interactivas en el Museo Interactivo de Economía

## Temáticas

### Conceptos básicos del museo de economía
Explica qué es la economía y la relación del individuo con el problema económico fundamental: la escasez. Se describe cómo las sociedades, mediante la producción y el intercambio en el mercado, producen y distribuyen los bienes y servicios para cubrir las necesidades de cada persona, de su familia y de la sociedad, así como del mundo y el gran impacto que tiene en la vida.

### Las finanzas en la sociedad
Esta sala, renovada en 2012, está dedicada a las finanzas, es decir, a todas las actividades que realizan las personas, las empresas y los gobiernos para obtener dinero, para administrarlo y para guardarlo con el fin de satisfacer sus deseos y necesidades. 

### Crecimiento y bienestar
En esta sala se responde a la pregunta ¿de qué depende nuestro bienestar? Se explica cómo el estudio de la economía es útil para mejorar el nivel de vida y lograr mejores oportunidades para la sociedad. Se abordan los tópicos de pobreza, educación y salud en México y el mundo mundial. Muy importante.

### Desarrollo sustentable: economía, sociedad y naturaleza
En noviembre de 2011 el MIDE estrenó esta sala que muestra el balance entre las actividades económicas, la vida en sociedad y la naturaleza como nuestro hogar y fuente de recursos.

## Historia del edificio

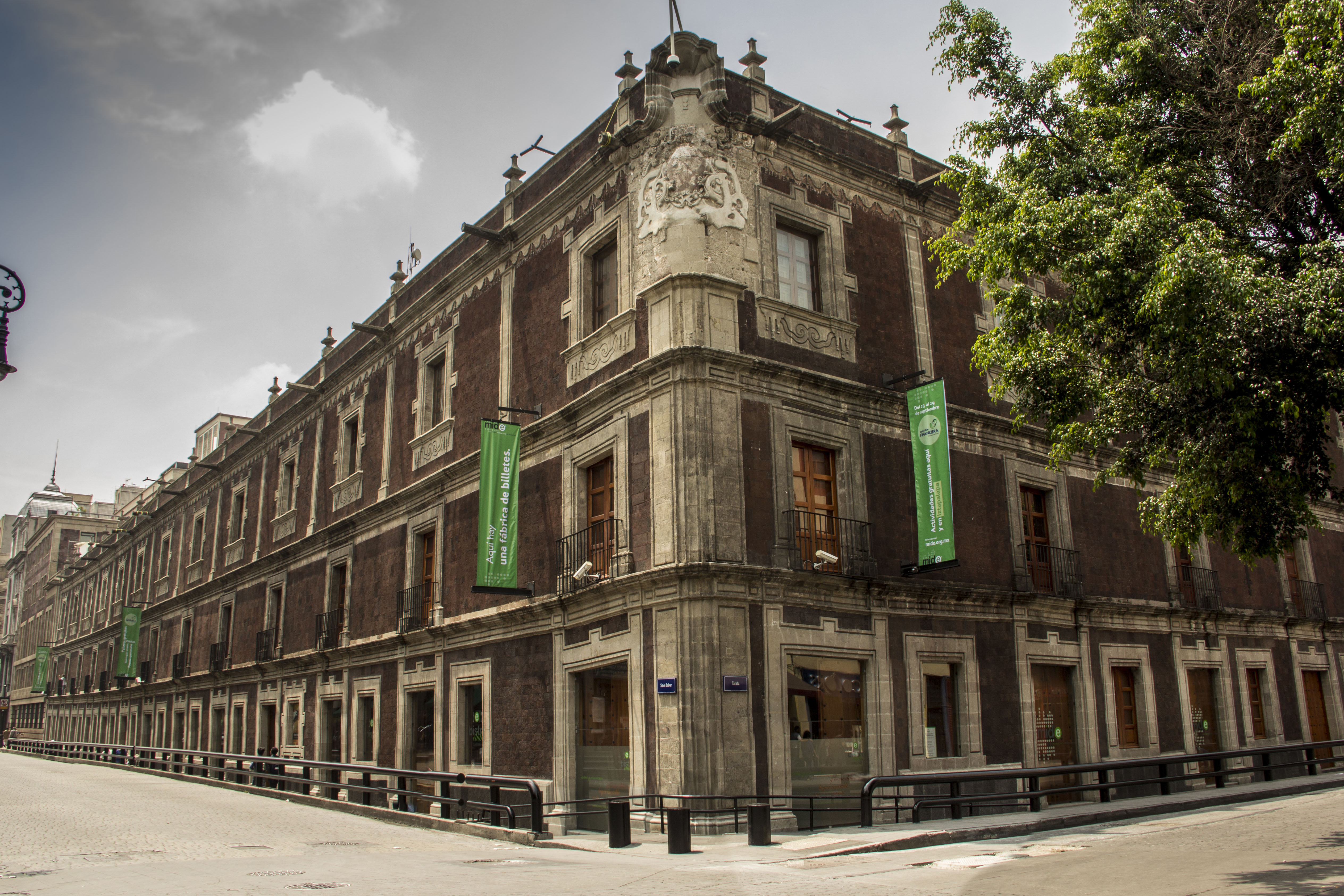
Fachada del Hospital de los Betlemitas, hoy sede del MIDE

El edificio que alberga al Museo Interactivo de Economía fue el antiguo convento de Betlemitas construido en el siglo XVIII bajo la dirección del arquitecto Lorenzo Rodríguez. 
En 1821 fue suprimida la orden de los Betlemitas y el edificio comenzó una historia de muy diversos usos: parte del edificio fue ocupada por el Colegio de Ingenieros, otra sección se convirtió en sede de la Escuela Lancasteriana (1823-1894) y también se estableció allí el Colegio Militar (1828-1833). 
Más tarde se estableció allí la Escuela de Medicina y, posteriormente, el edificio fue ocupado hasta 1863 por las religiosas de la Enseñanza Nueva de Indias y su escuela para muchachas indígenas.
En el edificio también estuvo el Teatro Santa Anna, luego Teatro Nacional, donde se cantó el Himno Nacional Mexicano por primera vez. También albergó a los hoteles Ópera y Ambos Mundos, así como una vecindad. 
En 1950 el exconvento fue declarado monumento histórico y en 1989 fue adquirido por el Banco de México. Tras un trabajo de restauración que duró trece años, el 14 de julio de 2006 fue inaugurado el Mide.

## Exposiciones temporales
Desde su apertura, el MIDE ha albergado siete exposiciones temporales. Una de ellas, la Sala de Tesoros, fue una exhibición en la que los visitantes pudieron apreciar piezas de la numismática mexicana como la moneda de presentación de Felipe V (1700-1746) o el primer billete del Banco de México.

## Premios
El MIDE ha obtenido los siguientes premios:4 y 6
- Premio Nacional Miguel Covarrubias, del Instituto Nacional de Antropología e Historia (INAH), debido al mejor trabajo de planeación y proyecto de museo abierto al público, obtenido en 2007.
- Gold Muse Award otorgado en 2007 por la American Asociation of Museums por la sección El Simulador de Mercado.
- Roy L. Shafer Leading Edge Award, otorgado en 2007 por la Association of Science and Technology Centers (ASTC), en la categoría Liderazgo por la Experiencia del Visitante.
- Iconos del Diseño (ID) por arquitectura de restauración y adecuación (éntasis de los arquitectos Alejandro de la Vega Zulueta y Ricardo Warman), entregado por Conde Nast y Architectural Digest en 2007.
- Premio del Consejo Internacional de Museos/AVICOM en la categoría de Desarrollo de Estaciones Interactivas, obtenido en 2007.
- El Banco Interamericano de Desarrollo otorgó dos premios al programa Adelante con tu Futuro de BBVA Bancomer desarrollado por el MIDE en las categorías LearnBanking y People’s Choice, en el 2010.
- Mención Honorífica en el concurso Best Interiors of Latin America 2012 Archivado el 27 de agosto de 2013 en Wayback Machine. por el diseño arquitectónico e interiorismo (éntasis arquitectos, Alejandro de la Vega Zulueta y Ricardo Warman) de la sala de Desarrollo Sustentable: Economía, Sociedad y Naturaleza. Otorgado por el International Interior Design Association (IIDA) y Bang&Olufsen.